# Madelon Vriesendorp
Madelon Vriesendorp (Bilthoven, 1945) is een Nederlands beeldend kunstenaar.
Zij is getrouwd met Rem Koolhaas en met hem medeoprichtster van Office for Metropolitan Architecture (OMA).
Vriesendorp is vooral bekend van het schilderij "Flagrant delit", dat de cover siert van "Delirious New York", het boek waarmee Rem Koolhaas in 1978 zich midden in het postmoderne debat plaatste.
De schildering op de toneeltoren van het Danstheater in Den Haag (een van de eerste gerealiseerde ontwerpen van OMA, in 2015 grotendeels gesloopt), was eveneens van haar hand.
Na de New Yorkse periode kiest Vriesendorp voor een leven buiten de schijnwerpers. Haar beeldende-kunstactiviteiten verschuiven van schilderen naar het aanleggen van verzamelingen van bizarre objecten van over de hele wereld (door haarzelf "misconceptual art" genoemd). In 2008 worden deze voor het eerst (samen met haar schilderijen) tentoongesteld bij de Architectural Association in Londen en later in de Aedes galerie in Berlijn onder de titel "The world of Madelon Vriesendorp". Tevens verschijnt bij AA in Londen een boek over haar werk onder dezelfde titel met bijdragen van o.a. Charles Jencks.
Madelon Vriesendorp woont met Rem Koolhaas in Londen en heeft twee kinderen.